# Rivière Nemiscau
Der Rivière Nemiscau ist ein 168 km langer rechter Nebenfluss des Rivière Rupert in der Jamésie im Südwesten der kanadischen Provinz Québec.

## Flusslauf
Der Fluss hat seinen Ursprung in einem kleineren See Lac du Béryl. Er fließt in überwiegend westlicher Richtung durch eine seenreiche Gegend im Südwesten der Labrador-Halbinsel. Der Fluss bildet zahlreiche seenartige Flussverbreiterungen und durchfließt eine Reihe mittelgroßer Seen. Schließlich mündet der Fluss Rivière Nemiscau südsüdwestlich des Cree-Ortes Nemaska (ehemals Nemiscau) in das nordöstliche Ende des Sees Lac Nemiscau. Der See wird vom Rivière Rupert durchflossen. Der Rivière Nemiscau hat eine Länge von etwa 180 km. Sein Einzugsgebiet umfasst 3015 km² und liegt zwischen den Flussläufen von Rivière Rupert im Süden und Rivière Eastmain im Norden.

## Flussumleitung
Im Rahmen der teilweisen Ableitung des Rivière Rupert und mehrerer Nebenflüsse (einschließlich des Rivière Nemiscau) zum Réservoir de la Paix des Braves (vormals Réservoir de l’Eastmain 1) kreuzt ein Umleitungskanal den Flusslauf des Rivière Nemiscau. Bei Flusskilometer 114 befindet sich der Staudamm Barrage de la Nemiscau-2 (⊙). 9 km nordwestlich befindet sich ein weiterer Staudamm, die Barrage de la Nemiscau-1 (⊙), die sich an einem Zufluss des Rivière Nemiscau befindet. Beide Staudämme sind für die Ableitung zum Réservoir de la Paix des Braves notwendig. Sie regulieren den Abfluss in den abstrom gelegenen Flussteil des Rivière Nemiscau.